# Dracula – Nächte des Entsetzens
Dracula – Nächte des Entsetzens (Originaltitel: Scars of Dracula) ist ein Horrorfilm der britischen Hammer Film Productions aus dem Jahr 1970. Die Titelrolle wurde von Christopher Lee gespielt, Regie führte Roy Ward Baker. Der Film gilt als der brutalste und blutigste der gesamten Reihe und ist der letzte Teil, der in der Zeit des viktorianischen Englands spielt. Der Film wurde im deutschsprachigen Raum auch als Draculas Blutrausch aufgeführt. Der Film startete am 17. Dezember 1971 in den bundesdeutschen Kinos.

## Handlung
Eine Fledermaus fliegt in die Kapelle, in der die Überreste des Grafen Dracula liegen. Sie speit Blut auf die Asche, wodurch er zum Leben erweckt wird. Als die Bewohner des nahegelegenen Dorfes die verstümmelte Leiche eines Mädchens entdecken, wissen sie, dass Dracula zurückgekehrt ist. Die Männer brennen sein Schloss nieder, während die Frauen und Kinder in der Dorfkirche warten. Als die Männer zurückkehren, eröffnet sich ihnen in der Kirche ein Blutbad; Fledermäuse haben sämtliche Frauen und Kinder getötet.
Jahre später lässt sich Paul in der nächstgrößeren Stadt auf ein Tête-à-tête mit der Tochter des Bürgermeisters ein, doch dieser erwischt sie und will Paul zur Rechenschaft ziehen. Paul flieht in das abgelegene Dorf, wird aber unfreundlich begrüßt und zieht weiter in die Ruine Schloss Draculas. Trotz Warnung betritt er das Schloss, wo ihm die hübsche Tania begegnet. Auch der Graf stellt sich Paul vor und fordert ihn auf, die Nacht in seinem Schloss zu verbringen. In der Nacht erscheint Tania und bittet ihn, sie vor ihrem Herren zu retten. Sie ist jedoch selbst ein Vampir und will ihre Zähne in Pauls Hals schlagen, als Dracula ins Zimmer stürmt und sie ersticht. Daraufhin versucht Paul zu fliehen und gerät in die Gruft des Grafen, aus der es kein Entkommen gibt.
Pauls Bruder Simon macht sich Sorgen und beschließt mit seiner Verlobten Sarah, Pauls Spuren zu folgen. Auch sie kommen nach einem Zwischenstopp im Dorf auf Schloss Dracula an und machen Bekanntschaft mit dem Grafen. Im Keller entdecken sie Pauls Leiche an einem Pfahl aufgespießt und sollen sein Schicksal teilen, können aber mit der Hilfe von Draculas Diener Klove, der sich in Sarah verliebt hat, entkommen. Als Strafe für seinen Ungehorsam foltert Dracula Klove mit einem glühenden Säbel.
Der örtliche Priester erklärt Simon, wie man einen Vampir vernichten kann, und wird kurz darauf von Fledermäusen getötet. Simon kehrt zum Schloss Dracula zurück. Dracula hat Sarah hinauf zu den Zinnen des Schlosses gebracht hat, wo sich ein Unwetter zusammenbraut. Klove versucht sie zu retten und stellt sich gegen seinen Herren, der ihn für seinen erneuten Ungehorsam über die Steinbrüstung in den Abgrund schleudert.
Dracula geht mit einem eisernen Spieß auf Simon los. In dem Moment, als er zum tödlichen Schlag ausholt, schlägt ein Blitz in den Spieß ein, und der Graf stürzt brennend von den Zinnen in die Tiefe.

## Synchronisation
Es existieren zwei deutsche Synchronfassungen. Die zweite entstand vermutlich unter der Dialogregie von Arne Elsholtz.
| Figur         | Darsteller           | Deutscher Sprecher  | Deutscher Sprecher (TV 1990) |
| ------------- | -------------------- | ------------------- | ---------------------------- |
| Graf Dracula  | Christopher Lee      | Christian Marschall | Klaus Guth                   |
| Simon Carlson | Dennis Waterman      | Tommi Piper         | ?                            |
| Sarah Framsen | Jenny Hanley         | Gudrun Vaupel       | Madeleine Stolze             |
| Paul Carlson  | Christopher Matthews | Berno von Cramm     | Arne Elsholtz                |
| Klove         | Patrick Troughton    | Christian Marschall | Willi Röbke                  |
| Dorfpriester  | Michael Gwynn        | Leo Bardischewski   | Reinhard Glemnitz            |
| Tania         | Anouska Hempel       | Emely Reuer         | ?                            |
| Wirt          | Michael Ripper       | Paul Klinger        | Mogens von Gadow             |

## Veröffentlichung
Dracula – Nächte des Entsetzens erwirtschaftete nicht den gewünschten Erfolg. 
Der Film ist auch unter den Titeln Draculas Blutrausch, Brutale Bisse, Les Cicatrices de Dracula, Il Marchio Di Dracula und Vampyrin Arvet bekannt.
Er gilt als der blutigste und brutalste aller Hammer-Filme, weshalb er in Deutschland die Altersfreigabe FSK 18 bekam. In einer Neubewertung ist er auf FSK 16 zurückgestuft worden.
Er ist der einzige Dracula-Film der Hammer-Reihe, für den (aus lizenzrechtlichen Gründen) eine zweite Synchronfassung erstellt wurde, die auf VHS heraus kam. 
Die Kinosynchronisation ist mittlerweile auf DVD erhältlich und erschien am 6. Oktober 2006 als Teil der Hammer Horror Box von Kinowelt Home Entertainment.

## Kritik
- Lexikon des internationalen Films: „Gruselfilm, der Sex und Gewalt in seine sonst genreübliche Horrorgeschichte einbringt.“[4]

- Cinema: „«Scars of Dracula» (Originaltitel) war der fünfte und letzte Dracula-Film der Hammer-Studios, der noch im düsteren Festland-Europa des 19. Jahrhunderts spielte. Der sechste Film der Reihe, «Dracula jagt Mini-Mädchen», wechselt ins poppige London des Jahres 1972.“

## Verschiedenes
- Da Dracula – Nächte des Entsetzens kein kommerzieller Erfolg war, beschloss Hammer, die Dracula-Reihe in eine neue Richtung zu lenken, und verlegte die nachfolgenden Filme (Dracula jagt Minimädchen und Dracula braucht frisches Blut) in die damalige Gegenwart, ins London der 1970er Jahre bzw. den letzten Film der Reihe (Die 7 goldenen Vampire) nach China zu Beginn des 20. Jahrhunderts.

- Hauptdarsteller Christopher Lee bezeichnete den Film seiner Zeit als den schlechtesten der gesamten Serie.

- Ein weiterer Grund für den Flop könnte gewesen sein, dass im selben Jahr neben amerikanischen Produktionen wie Schloss der Vampire und Junges Blut für Dracula mit Wie schmeckt das Blut von Dracula?, Comtesse des Grauens und Gruft der Vampire noch drei weitere Hammer-Vampirfilme in die Kinos kamen.